# Andrija Jarak
Andrija Jarak (Dubrovnik, 27. travnja 1970.), hrvatski je novinar.  
Rođen je u Dubrovniku 27. travnja 1970. godine. Nakon završetka ekonomske škole, upisao je Ekonomski fakultet koji nije završio. Sudjelovao je kao hrvatski branitelj u Domovinskom ratu nakon napada na Dubrovnik u rujnu 1991. više godina i bio ranjen. U braku sa suprugom Ivanom Jarak ima troje djece.  
Bio je dopisnik Slobodne Dalmacije iz Dubrovnika. Prvi je posao televizijskog novinara iskusio na HRT-u. Radio je kao glasnogovornik NK Dinamo Zagreb. Bio je zaposlen kao izvjestitelj Nove TV u informativnome programu 17 godina. U karijeri je odradio više od 5 tisuća javljanja uživo.[nedostaje izvor] Osvojio je četiri nagrade “Zlatni studio” za najboljeg TV novinara godine, te nagradu “Večernjakova ruža” u kategoriji TV osoba godine. Javljao se s poprišta prirodnih katastrofa, zločina i ubojstava, suđenja za ratne zločine u Haagu, Beogradu i Sarajevu, obljetnica pada Vukovara i Oluje, zločina u Srebrenici ili pak otvorenja Pelješkog mosta. Od studenoga 2023. vodi emisiju "Dosje Jarak" na RTL-u.